# Vaillante Angers
La Vaillante Angers Tennis de Table – francuski klub tenisa stołowego. Powstały w 1973. Często nazywany po prostu Angers. Klub jest sponsorowany przez niemiecka firmę tenis stołowego Donic.

## Kadra
- Torben Wosik
- Jens Lundqvist
- Cedric Cabestany
- Magnus Molin
- Thomas Keinath

- Trener: David Pillard
- Aysystent: Eric Gautret

## Osiągnięcia
- Champion: 2021, 2022
- Wicemistrzostwo Francji: 2006, 2008
- Puchar ETTU: 2008